# Maria Dolors Bartolí Miralles
Maria Dolors Bartolí Miralles (Badalona, Barcelonès, 29 de setembre de 1975) és una atleta catalana especialitzada en curses de mig fons.
Fou membre del CN Montjuïc i del FC Barcelona, aconseguint guanyar en dues ocasions el Campionat de Catalunya d'atletisme competint en les proves de 800 metres llisos, els anys 1998 i 2000. Precisament, competint amb el FC Barcelona aconseguí dues victòries els anys 2000 i 2001 que es troben en el "Rànquing de millors marques de l'atletisme català de tots els temps en pista coberta i categoria femenina". Fou en els 1.500 metres llisos de l'any 2000 a San Sebastià, amb un temps de 4ː33.71, i en els 3.000 metres llisos de l'any 2001 a València, amb un temps de 9:53.54.